# Anton Krivotsyuk
Anton Viktorovitch Krivotsyuk (en ukrainien : Антон Вікторович Кривоцюк), né le 20 août 1998 à Kiev, est un joueur et international azéri possédant également la nationalité ukrainienne. Il évolue au poste de défenseur.

## Biographie

### Carrière en club
Anton Krivotsyuk est formé au FK Neftchi, où il reste jusqu'en 2021.
Il est transféré au Wisła Płock pour 70 000 le 1er juillet 2021.
Le 24 juillet 2021, il joue son premier match en première division polonaise, sur la pelouse du Legia Varsovie (défaite 1-0). Le 14 août 2021, il inscrit son premier but dans ce championnat, sur la pelouse du Piast Gliwice. Il ne peut toutefois empêcher la défaite de son équipe, 4-3.

### Carrière internationale
Avec les moins de 19 ans, il inscrit un but contre l'Autriche en mars 2016. Ce match perdu 4-1 rentre dans le cadre des éliminatoires du championnat d'Europe des moins de 19 ans 2016.
Le 21 mars 2019, il figure pour la première fois sur le banc des remplaçants de l'équipe nationale A, mais sans entrer en jeu, lors d'une rencontre face à la Croatie. Ce match perdu 2-1 rentre dans le cadre des éliminatoires de l'Euro 2020. Il reçoit finalement sa première sélection avec l'équipe d'Azerbaïdjan quatre jours plus tard, lors d'une rencontre amicale face à la Lituanie (score : 0-0).
En 2019, il joue six matchs rentrant dans le cadre des éliminatoires de l'Euro. Par la suite, en 2020, il prend part à cinq matchs de Ligue des nations. Il enregistre sa première victoire contre Chypre le 8 septembre 2020.